# 南阿梅蒂斯塔
南阿梅蒂斯塔是巴西南大河州的一个市镇。总面积93.49平方公里，总人口8058人，人口密度86.2人/平方公里。